# Hrvatski akademski odbojkaški klub Mladost 2017-2018 (maschile)
Questa voce raccoglie le informazioni riguardanti l'Hrvatski akademski odbojkaški klub Mladost nelle competizioni ufficiali della stagione 2017-2018.

## Organigramma societario
Area direttiva
- Presidente: Miro Pavlović

Area tecnica
- Allenatore: Ljubomir Travica

## Rosa
| N° | Nome                  | Ruolo | Data di nascita   | Nazionalità sportiva |
| -- | --------------------- | ----- | ----------------- | -------------------- |
| 1  | Petar Jurić           | O     | 4 novembre 2000   | Croazia              |
| 4  | Kruno Nikačević       | O     | 11 gennaio 1996   | Croazia              |
| 5  | Tomislav Mitrašinović | C     | 14 febbraio 2000  | Croazia              |
| 6  | Bernard Bakonji       | P     | 28 novembre 1997  | Croazia              |
| 7  | Marko Sedlaček        | S     | 29 luglio 1996    | Croazia              |
| 8  | Sven Šarčević         | L     | 6 dicembre 1990   | Croazia              |
| 9  | Tino Hanžič           | O     | 24 ottobre 2000   | Croazia              |
| 12 | Krešimir Prlić        | O     | 19 giugno 1991    | Croazia              |
| 13 | Marino Marelić        | S     | 16 ottobre 1995   | Croazia              |
| 14 | Inoslav Krnić         | P     | 14 gennaio 1979   | Croazia              |
| 15 | Dominik Brčić         | C     | 17 settembre 1997 | Croazia              |
| 16 | Sandro Đukić          | C     | 13 giugno 1992    | Croazia              |
| -  | Tino Busak-Vidaković  | L     | 30 agosto 2002    | Croazia              |